# Teuthidodrilus
Teuthidodrilus is een geslacht van borstelwormen uit de familie van de Acrocirridae. De wetenschappelijke naam van het geslacht is voor het eerst geldig gepubliceerd in 2011 door Osborn, Madin & Rouse.

## Soorten
- Teuthidodrilus samae Osborn, Madin & Rouse, 2011